# Муханова, Вера Васильевна
Ве́ра Васи́льевна Муха́нова (24 сентября 1937, Москва — август 2016) — советская легкоатлетка, специалистка по бегу на средние и короткие дистанции, легкоатлетическому кроссу. Выступала за сборную СССР по лёгкой атлетике в 1950-х и 1960-х годах, чемпионка Спартакиады народов СССР, чемпионка СССР, участница летних Олимпийских игр в Токио. Представляла Московскую область и Москву, спортивное общество «Спартак». Мастер спорта СССР международного класса.

## Биография
Вера Муханова родилась 24 сентября 1937 года в городе Перово Московской области (ныне район Москвы). Начала заниматься лёгкой атлетикой в 1955 году, выступала за добровольное спортивное общество «Спартак».
Первых серьёзных успехов на всесоюзном уровне добилась в сезоне 1958 года, когда выиграла бронзовую медаль в дисциплине 1 км на весеннем чемпионате СССР по кроссу в Москве, серебряные медали в дисциплине 800 метров на чемпионате СССР в Таллине и в дисциплине 2 км на осеннем чемпионате СССР по кроссу в Тбилиси. Попав в состав советской сборной, стартовала в программе 800 метров на впервые проводившейся матчевой встрече со сборной США в Москве, показав на финише второй результат, выступила на чемпионате Европы в Стокгольме — бежала 400 и 800 метров, став в обоих случаях пятой.
В 1959 году финишировала третьей на кроссе «Юманите» во Франции, на чемпионате страны в рамках II летней Спартакиады народов СССР в Москве стала бронзовой призёркой в беге на 800 метров.
В 1960 году завоевала серебряную награду в дисциплине 1 км на чемпионате СССР по кроссу в Харькове.
В 1961 году получила серебро на дистанции 1 км на чемпионате СССР по кроссу в Мукачево, на дистанциях 400 и 800 метров на чемпионате СССР в Тбилиси.
На чемпионате СССР 1962 года в Москве выиграла серебряную медаль в беге на 400 метров. Принимала участие в чемпионате Европы в Белграде — в 400-метровой дисциплине остановилась на предварительном квалификационном этапе, в то время как в 800-метровой финишировала в финале шестой.
В 1963 году вновь выиграла бронзовую медаль на кроссе «Юманите», на чемпионате страны в рамках III летней Спартакиады народов СССР в Москве превзошла всех соперниц в беге на 800 метров и завоевала золотую награду.
В 1964 году выиграла бронзовую медаль в дисциплине 2 км на чемпионате СССР по кроссу в Ужгороде и серебряную медаль в дисциплине 800 метров на чемпионате СССР в Киеве, была второй на кроссе «Юманите». Благодаря череде успешных выступлений удостоилась права защищать честь страны на летних Олимпийских играх в Токио — в полуфинале установила свой личный рекорд на дистанции 800 метров — 2:04.8, но этого оказалось недостаточно для выхода в финальную стадию соревнований.
На чемпионате СССР 1965 года в Алма-Ате получила серебро в беге на 800 метров.
В 1966 году победила на чемпионате СССР по кроссу в Ессентуках, стала серебряной призёркой в дисциплине 800 метров на чемпионате СССР в Днепропетровске. Бежала 800 метров на чемпионате Европы в Будапеште, став в финале шестой.
В 1967 году выиграла бронзовую медаль в дисциплине 2 км на чемпионате СССР по кроссу в Ессентуках.
За выдающиеся спортивные достижения удостоена почётного звания «Мастер спорта СССР международного класса» (1965).
Умерла в августе 2016 года в возрасте 78 лет.